# Fort Ontario Emergency Refugee Shelter

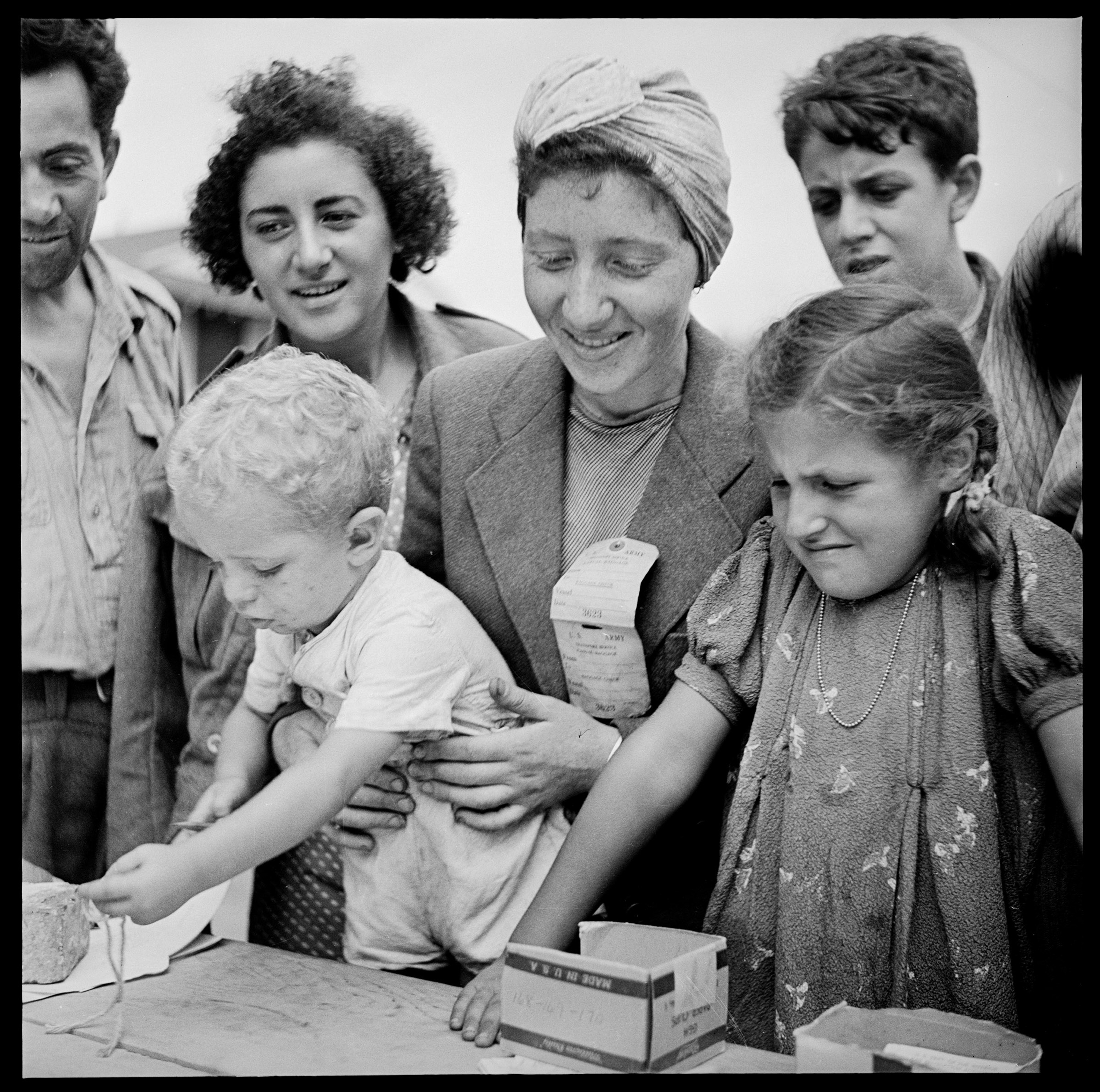
Registrazione dei rifugiati al campo profughi di Fort Ontario, Oswego, New York, agosto 1944.

Il Fort Ontario Emergency Refugee Shelter, noto anche come Safe Haven, è una costruzione militare appartenente all'esercito degli Stati Uniti d'America diventato poi l'unico centro per rifugiati istituito dal War Refugee Board a Oswego durante la seconda guerra mondiale. Dal 1944 al 1945 ospitò quasi 1 000 rifugiati, prevalentemente ebrei. La struttura in seguito è passata ad ospitare il Safe Haven Holocaust Refugee Shelter Museum.

## Creazione del campo

### Posizione
Il Forte Ontario occupava un'area di 80 acri affacciata sul Lago Ontario. L'uso del forte è cambiato più volte nel corso della sua esistenza. È passato dall'essere utilizzato come luogo per il commercio delle pellicce a postazione militare dell'esercito degli Stati Uniti dalla guerra del 1812 fino alla seconda guerra mondiale, un importante deposito di rifornimenti per tutto il suo servizio attivo, fino ad essere trasformato in campo educativo per analfabeti, prima di essere chiuso definitivamente il 15 marzo 1944. La città di Oswego, beneficiaria delle entrate derivanti dai soldati presenti nel forte, inviò una delegazione a Washington per chiedere la riapertura del forte: la risposta fu la sua riapertura come campo profughi.

### Il campo profughi
Fu istituito il 12 giugno 1944, primo e unico centro per rifugiati negli Stati Uniti, per ordine del presidente Roosevelt e gestito dalla War Relocation Authority. Nell'agosto 1944, il rifugio accolse 982 rifugiati prevalentemente ebrei, oltre a jugoslavi, austriaci, polacchi, tedeschi e cecoslovacchi. Il War Refugee Board (WRB) fu responsabile della creazione del campo, della selezione degli occupanti e, più in generale, della politica da tenere fino alla chiusura del campo avvenuta il 6 giugno 1945. Durante il periodo di attività, il WRB tenne presente la possibile influenza del Fort Ontario Emergency Refugee Shelter sui problemi relativi ai rifugiati.
La War Relocation Authority aveva già avuto un'esperienza simile in precedenza nella gestione di un campo profughi negli Stati Uniti: fu responsabile infatti della formulazione e delle direttive da seguire nei centri di ricollocamento per i giapponesi. Le loro preoccupazioni riguardarono esclusivamente la gestione dei problemi di vita quotidiana nel campo. Per questo motivo, ci furono forti differenze di pensiero sulla gestione del campo tra le due agenzie. Durante la gestione dei centri di ricollocamento giapponesi, la WRA concluse che per gestire un campo senza problemi e per prevenire le possibili ribellioni, le direttive da seguire dovevano essere stabilite prima dell'istituzione dei campi. Di contro, il WRB pensò di sviluppare le direttive del campo gradualmente, dal momento della sua creazione, testando l'opinione dei rifugiati fino a ottenerne il sostegno.

## Il problema dell'immigrazione
Il problema principale rispetto alla creazione del campo fu la questione legata all'immigrazione. Il presidente Roosevelt fu molto chiaro in merito: le leggi sull'immigrazione non sarebbero state ignorate; i rifugiati sarebbero rimasti semplicemente "ospiti" degli Stati Uniti, senza essere effettivamente cittadini e non avrebbero avuto nessun visto. Roosevelt assicurò inoltre al Congresso che l'esercito non avrebbe permesso alcuna fuga di rifugiati. Inizialmente, si pensò di installare dei riflettori lungo la recinzione esistente e di impiegare 150 guardie armate lungo il perimetro del campo, ma nessuna di queste due cose fu poi messa in pratica. A causa del loro status di "ospiti", i rifugiati non avrebbero potuto lavorare e non avrebbero potuto lasciare Oswego.
Quando la Germania si arrese il 6 maggio 1945, ventiquattro giorni dopo la morte del presidente Roosevelt, l'esistenza del campo divenne un problema urgente: l'internamento stava diventando sempre più difficile da sostenere, il nodo da sciogliere rimase nella scelta tra rimpatriare i rifugiati nei loro Paesi d'origine o ammetterli negli Stati Uniti, data la volontà di gran parte dei rifugiati di rimanere. Una parte del comitato votò per la chiusura del campo, cosa che avvenne nel febbraio 1946. Alcuni rifugiati scelsero di tornare in Europa, sia per ritrovare i propri familiari, sia per la convinzione che le loro case e le loro attività fossero rimaste così come le avevano lasciate. Altri rifugiati vollero rimanere negli Stati Uniti e non tornare in un Paese in cui credevano di non avere futuro, questo pensiero riguardò in particolare coloro che provenivano dall'Europa centrale e orientale poiché non volevano rientrare nei loro Paesi d'origine ormai sotto controllo sovietico. A molti fu concesso lo status permanente o temporaneo e il permesso di rimanere negli USA, a volte finendo in casa di parenti o amici, mentre altri avrebbero iniziato una nuova vita nel neonato Israele nel 1948.

## La prima selezione in Italia
Quando si trattò di selezionare i rifugiati che avrebbero avuto il permesso di entrare negli Stati Uniti, furono stabiliti dei criteri specifici dal WRB e dal presidente Roosevelt. Leonard Ackermann, rappresentante speciale, e la reporter Ruth Gruber si recarono in Italia per la selezione e per accompagnare i selezionati al porto di Napoli: i criteri di scelta stabiliti specificarono che per queste persone non erano disponibili altri rifugi. Roosevelt stabilì inoltre che i rifugiati avrebbero dovuto comprendere soprattutto donne e bambini, che non sarebbero stati inclusi uomini abili in età militare, insieme a un paio di rabbini, una mezza dozzina di medici e un numero sufficiente di lavoratori qualificati per la manutenzione del campo. Le donne incinte che erano al terzo trimestre di gestazione non potevano essere fatte salire a bordo della nave perché le navi stesse non erano attrezzate per gestire l'eventualità in cui avessero avuto le doglie durante il viaggio: per questo motivo alcune donne cercarono di nascondere la loro gravidanza per poter partire. Non furono ammessi gli jugoslavi simpatizzanti comunisti o con legami politici con Josip Broz Tito, furono accettati solo coloro che giurarono fedeltà al monarca Pietro II e che non fossero interessati a Tito, Stalin e più in generale con il partito comunista.
(Displaced Persons Sub-Commission; Allied Control Commission, Notice And Application, June 20, 1944)
Il centro di raccolta dei rifugiati in Italia fu un manicomio abbandonato ad Aversa. Dopo la selezione, Ackermann portò i rifugiati a Napoli, la nave per il trasporto truppe Henry Gibbins era in attesa di unirsi al convoglio. Escludendo i giorni di attesa nel porto di Napoli, la Henry Gibbins impiegò 17 giorni per attraversare l'Oceano Atlantico. Per la maggior parte dei rifugiati, il viaggio fu estremamente scomodo. C'erano amache di tela a tre livelli invece del lussuoso transatlantico con letti e lenzuola che si aspettavano. Inoltre, si trovarono sotto il fuoco nemico subito dopo essere entrati nell'Atlantico. Come da procedura di rito, la nave rilasciava fumo nero per mimetizzarsi, ma quando qualcuno si dimenticò di aprire gli sfiatatoi, i ponti inferiori si riempirono di fumo, aumentando il terrore tra i rifugiati. Inoltre, la combinazione della dieta alimentare ritornata normale e del viaggio in mare ebbe un effetto negativo su coloro che erano abituati alla fame e alla precedente cattiva alimentazione. La maggior parte di queste persone si ammalò per buona parte del viaggio e alcuni lo rimasero per tutto il tempo.
La nave Henry Gibbins arrivò a New York il 3 agosto 1944. I rifugiati dovettero rimanere sulla nave un'ultima notte per consentire ai militari feriti di ritorno di essere prelevati dalle altre navi del convoglio e portati negli ospedali. L'esperienza dello sbarco fu traumatica per alcuni rifugiati, seguirono infatti la stessa routine dei militari di ritorno senza particolari spiegazioni, cosa che in loro provocò l'aumento di confusione e paura. All'arrivo vennero sottoposti al trattamento contro i pidocchi alla presenza di guardie armate e solo in seguito poterono partire verso Oswego, un viaggio in treno della durata di due giorni.

## La vita nel campo
Arrivati a Fort Ontario, molti furono sorpresi, spaventati e arrabbiati nel vedere che il forte era circondato dalla recinzione con il filo spinato. Si sentirono come se avessero lasciato l'Europa aspettandosi di essere arrivati in un luogo sicuro e in libertà, ma invece furono portati in un altro campo di concentramento. Solo dopo le spiegazioni del personale del forte i rifugiati accettarono la recinzione. Nel campo mancava comunque la libertà: durante il primo mese ai rifugiati non era permesso di lasciare il campo. Anche i loro parenti che si erano recati a Oswego non potevano entrare nel campo e dovevano accontentarsi di fare visita attraverso la recinzione. Alcuni cittadini locali di Oswego visitarono il campo per dare il benvenuto ai nuovi arrivati, consegnando dolci e regali attraverso la recinzione, mentre altre persone provenienti da altre città statunitensi o anche dall'estero, arrivarono per consegnare pacchi di vestiti, di cibo e anche giocattoli per i bambini.
A Fort Ontario erano presenti 496 "unità", senza distinzione tra famiglie e individui non accompagnati. I rifugiati avevano bisogno di recuperare la salute: quasi 100 di loro erano stati imprigionati nei vari campi concentramento (Buchenwald, Dachau, Bergen-Belsen, Auschwitz), altri furono nascosti e aiutati dalla Resistenza, dai cosiddetti gentili o da chi aveva stretto accordi con i contrabbandieri del mercato nero per accompagnarli dove erano arrivati i soldati alleati in avanscoperta. Molte di queste persone erano rifugiate da 7 o 8 anni e quasi tutti avevano sofferto per la mancanza di cibo, per le malattie, per le torture e per gli altri traumi subiti. Un altro gruppo di rifugiati era costituito da internati civili dei campi di concentramento italiani rilasciati in seguito all'armistizio italiano e gli fu riferito dalle ex guardie di dirigersi verso sud per evitare di essere ricatturati dai tedeschi. In molti sperarono di raggiungere i parenti già  arrivati negli Stati Uniti, altri avevano ragioni diverse per recarsi nel campo profughi di Oswego. Alcuni erano interessati all'assistenza sanitaria degli Stati Uniti, altri invece al sistema educativo che poteva essere disponibile per i loro figli, altri ancora erano alla ricerca di un lavoro o furono attirati dalle opportunità economiche offerte dagli Stati Uniti.
I responsabili del campo non furono consapevoli né si preoccuparono delle aspettative dei rifugiati: l'intenzione fu di provvedere alle necessità di base dei rifugiati senza fornire più di quanto fosse realmente necessario. Non c'era alcun piano stabilito per l'assistenza sanitaria, se non quanto previsto per la minaccia immediata alla salute dell'individuo o del gruppo, non c'erano piani per l'istruzione dei bambini rifugiati anche se fu permesso ai bambini e agli adolescenti rifugiati di frequentare le scuole locali e ai tutor di entrare nel campo.
Dei 982 rifugiati presenti nel campo, in 187 avevano meno di 16 anni e 116 avevano più di 60 anni, la maggior parte era di religione ebraica, ma erano presenti anche cattolici, protestanti, ortodossi greci e russi. Le differenze religiose, così come quelle dovute all'età e alla nazionalità, furono una causa di tensione tra i rifugiati del campo. Durante la permanenza nel campo, in molti si lamentarono della perdita della libertà personale dovuta alle confische da parte della dogana statunitense, alla censura della posta e all'impossibilità di lasciare il campo.
Il 22 settembre 1944 Eleanor Roosevelt visitò il campo, accompagnata dalla moglie di Henry Morgenthau Jr., Elinor Morgenthau. A settembre 1945 la quarantena fu revocata. I residenti del campo ricevettero dei pass di 6 ore per Oswego e migliaia di visitatori si riversarono nel campo.

## Nella cultura di massa
- Nel 2001, la CBS mandò in onda un film per la TV intitolato Haven sul rifugio e sull'opera di Ruth Gruber.[13][14]
- Nel 2012, il programma televisivo Ghost Hunters ha condotto un'indagine paranormale sul sito.